# (5799) Brewington
(5799) Brewington (1980 TG4) – planetoida z grupy pasa głównego asteroid okrążająca Słońce w ciągu 4,25 lat w średniej odległości 2,62 j.a. Odkryta 9 października 1980 roku.